# Georg Gottfried Rudolph
Georg Gottfried Rudolph (* 5. August 1778 in Unterweißbach; † 26. April 1840 in Weimar) war ein deutscher Diener und Privatsekretär.

## Leben
Georg Gottfried Rudolph wurde als Sohn des Buckelapothekers Johann Nicolaus Rudolph geboren. Er wuchs mit sechs weiteren Geschwistern in Unterweißbach auf und wurde dort vom Ortsgeistlichen privat unterrichtet.
Er begann eine kameralistische Ausbildung im Rentamt Heringen bei Sondershausen, brach diese aber nach 16 Monaten bereits wieder ab, weil sie ihm nicht zusagte, erhielt jedoch trotzdem das Zeugnis eines Beamten ausgestellt.
Er begab sich nach Weimar und hatte das Glück, eine Anstellung bei Friedrich Schiller als Diener zu bekommen, dessen Privatsekretär er nach einiger Zeit wurde; er erhielt ein eigenes Wohnzimmer im Haus der Familie Schiller. Aus diesem engen Verhältnis entwickelte er sich zum Vertrauten von Friedrich Schiller und er blieb bei diesem bis zu dessen Tod. In seiner Tätigkeit erledigte er die üblichen Diener-Tätigkeiten, Botengänge, sowie das Erstellen von Abschriften und Kopien.
Nach Friedrich Schillers Tod stellt ihm dessen Witwe ein Zeugnis aus, mit dem er in Tübingen in der Cotta’schen Verlagsbuchhandlung zum Buchhändler ausgebildet werden sollte. Weil ihm die dortigen Verhältnisse nicht gefielen, kehrte er bereits nach einem halben Jahr wieder nach Weimar zurück. Dort mietete er sich eine Stube, die er mit dem Mobiliar einrichten konnte, das ihm die Witwe von Friedrich Schiller schenkte. Es handelte sich hierbei um dessen Arbeitstisch, drei kleine Tische, zwei Stühle, einem Spiegel, Vorhänge, Kaffeetablett und Kaffeegeschirr. Später erstand er in einer Nachlassaktion noch Friedrich Schillers Armsessel; diesen, sowie einen gewöhnlichen Stuhl, einen Tisch und den Spiegel erhielt später die Großherzogin Maria Pawlowna. Sie richtete damit das „Schillerzimmer“ im Weimarer Stadtschloss ein. Weißenborn erwarb den Arbeitstisch, den er der Bibliothek in München verkaufte. Den Gewinn überließ er der Witwe von Georg Gottfried Rudolph.
Die Ehefrau von Friedrich Schiller und Caroline von Wolzogen verschafften Georg Gottfried Rudolph eine Anstellung als Gehilfe bei der Privatschatulle (Privatetat) der Großherzogin Maria Pawlowna. 1811 wurde er dort zum Schreiber in der Kanzlei ernannt, 1828 zum Registrator und Anfang 1840 zum Hofkassierer. Die Großherzogin schloss auch eine Lebensversicherung für ihn ab und zahlte die fälligen Beiträge aus ihrer Schatulle.
Im April 1811 heiratete er Helene, geb. Knabe, die Tochter eines Chirurgen aus dem Amt Gehren. Gemeinsam hatten sie drei Kinder.
Sein einziger Sohn studierte Medizin in Jena und wurde zu einem Duell genötigt, in dem er seinen Gegner tötete. Sein Sohn konnte nach Frankreich flüchten und ließ sich in Guémar als Arzt habilitieren. Georg Gottfried Rudolph besuchte seinen Sohn in dessen neuer Heimat und konnte bei der großhessischen Regierung erreichen, dass kurzfristige Aufenthalte des Sohnes in Weimar geduldet wurden.
Seine Grabstelle befindet sich auf dem Historischen Friedhof Weimar.

## Ehrungen
Er erhielt die silberne Zivilverdienstmedaille von der Großherzogin Maria Pawlowna überreicht.